# Рибарници Николаево
Рибарници Николаево (Рибарници „Тунджа 73“) са защитена зона, разположена покрай река Тунджа, югоизточно от град Николаево и на 2 км западно от язовир „Жребчево“. Заемат площ от територията на община Николаево и община Гурково.
Включени са към защитената влажна зона „Язовир Жребчево“. Общата водна площ на рибарниците е 307,8 – 320 ха. Отглеждат се топлолюбиви видове риби: шаран, толстолоб, бял амур, щука, сом, лин, бяла риба и др. Представлява бивше тунджанско блато, което през 1973 г. е превърнато в рибарници. Мястото осигурява подходящи местообитания за 20 вида, включени в приложение 2 на Закона за биологичното разнообразие, за които се изискват специални мерки за защита. Рибарниците и Язовир Жребчево са от международно значение за зимуващите тук зимно бърне (Anas crecca), зеленоглава патица (Anas platyrhynchos), голяма белочела гъска (Anser albifrons) и голямата бяла чапла (Egretta alba). Тук е едно от няколкото места в България, където застрашената от изчезване в света червеногуша гъска (Branta ruficollis) зимува във вътрешността на страната далеч от черноморското крайбрежие. Редовно през зимата в района се задържа и морския орел (Haliaeetus albicilla). През гнездовия период мястото е едно от най-важните в страната от значение за Европейския съюз за опазването на тръстиковия блатар (Circus aeruginosus).